# Cheat Neck (Virginia Occidental)
Cheat Neck es un área no incorporada ubicada dentro del condado de Monongalia (Virginia Occidental), Estados Unidos. Está catalogada como un asentamiento humano por la Junta de Nombres Geográficos de los Estados Unidos.
El número de identificación (ID) asignado por el Servicio Geológico de Estados Unidos es 1537228.

## Geografía
Se encuentra a una altitud de 353 metros sobre el nivel del mar (1158 pies) según el conjunto de datos de elevación nacional.